# 2975 Спар
2975 Спар (2975 Spahr) — астероїд головного поясу, відкритий 8 січня 1970 року.
Тіссеранів параметр щодо Юпітера — 3,614.